# 娄宿增三
娄宿增三，即双鱼座107（107 Psc）是双鱼座的一个K型主序星，视星等为+5.20，距离地球约25光年。